# Nienke Vinke
Nienke Vinke (* 22. Juni 2004 in Amersfoort) ist eine niederländische Radrennfahrerin.

## Sportlicher Werdegang
Vinke stammt aus Amersfoort und begann im Alter von 12 Jahren mit dem Radsport, als in ihrer Heimatstadt die niederländischen Jugendmeisterschaften stattfanden. 2021, in ihrem ersten Juniorenjahr, wurde sie Zweite bei den nationalen Meisterschaften im Straßenrennen; im November gewann sie Bronze bei den Cyclocross-Europameisterschaften. In ihrem zweiten Juniorenjahr gewann sie die nationalen Meisterschaften sowohl im Straßenrennen als auch im Einzelzeitfahren, kurz darauf erhielt sie für das kommende Jahr einen Vertrag bei Team DSM.
International hatte sie ihre ersten Erfolge auf der Straße 2022, als sie das Junioren-Etappenrennen Bizkaikoloreak im spanischen Baskenland gewann. Bei den Straßenradsport-Weltmeisterschaften im australischen Wollongong wurde sie Dritte bei den Juniorinnen.
2023, in ihrem ersten Jahr als Berufsfahrerin, wurde sie Siebte in der erstmals ausgetragenen Tour de l’Avenir Femmes, einem Etappenrennen für Nachwuchsfahrerinnen. Anfang 2024 machte sie in der Elite auf sich aufmerksam, als sie im Schlussanstieg der Tour Down Under den zweiten Platz belegte. Damit holte sie auch den zweiten Platz im Gesamtklassement sowie die Nachwuchswertung. Sie erhielt eine vorzeitige Vertragsverlängerung bei DSM, während sie zugleich ihrem Studium nachging.

## Erfolge
2021
 Cyclocross-Europameisterschaften (Juniorinnen)
2022
 Niederländische Meisterin (Straßenrennen der Juniorinnen)
 Niederländische Meisterin (Einzelzeitfahren der Juniorinnen)
 Weltmeisterschaften (Straßenrennen der Juniorinnen)
Gesamtklassement Bizkaikoloreak
2024
Nachwuchswertung Tour Down Under
2025
Nachwuchswertung Vuelta a Burgos
  Nachwuchswertung Tour de France Femmes